# Leão Focas, o Jovem
Leão Focas (em grego: Λέων Φωκᾶς; romaniz.: Léon Phokas; c. 915-920 - após 971) foi um eminente general bizantino que venceu diversas batalhas na fronteira oriental em meados do século X juntamente com seu irmão mais velho, o imperador bizantino Nicéforo II Focas (r. 963–969). Serviu como principal ministro do irmão, mas foi despedido e preso por seu sucessor, João I Tzimisces (r. 969–976).

## História

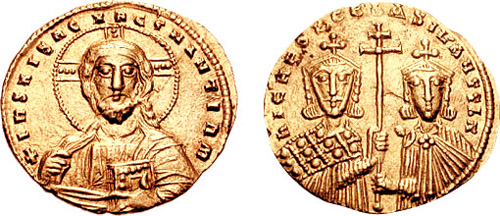
Histameno de r. e r.

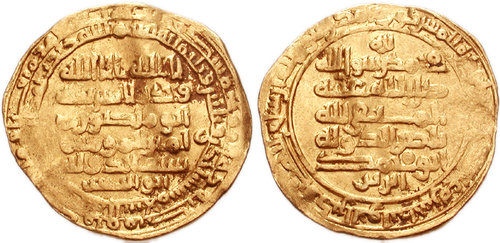
Dinar de ouro do hamadânida emir de Alepo Ceife Adaulá r.

Leão era o caçula de Bardas Focas, o Velho, um notável general e comandante de longa data dos exércitos do Oriente sob Constantino VII Porfirogênito, e de uma senhora cujo nome é desconhecido da família Maleíno. Leão foi primeiro nomeado estratego do Tema da Capadócia em 945 e, por volta de dez anos depois, foi promovido ao posto de estratego do prestigioso Tema Anatólico. Nesta posição, em 949, fez raide contra os árabes quase até Antioquia e derrotou decisivamente o emir de Alepo Ceife Adaulá (r. 945–967) no passo entre Licando e Germanícia, quando o último retornava de uma campanha em solo bizantino. Mais tarde, em 956, enquanto o estratego da Mesopotâmia João Tzimisces fez raide contra Amida e acabou sendo derrotado na mão dos árabes, Leão Focas derrotou e capturou o primo de Ceife Adaulá, que foi levado para Constantinopla.
Sob Romano II (r. 959–963), foi nomeado doméstico das escolas do Ocidente, o comandante-em-chefe dos exércitos nos Bálcãs, e subiu ao posto de magistro. Quando seu irmão mais velho Nicéforo foi enviado para atacar o Emirado de Creta em 960, Leão o substituiu como doméstico do Oriente, uma posição nova; sua nomeação ocorreu em decorrência de seus sucessos militares contra os magiares no Ocidente. A partir dela, conseguiu uma notável vitória contra Ceife Adaulá, cujo exército havia invadido a Ásia Menor profundamente e estava recuando com uma enorme quantidade de saque e prisioneiros.
O exército de Leão, numericamente inferior, não poderia combater diretamente o inimigo, o que levou o oficial bizantino a adotar táticas de guerrilhas contra os árabes. Leão assaltou as forças de Ceife num desfiladeiro rochoso e destruiu a maior parte do exército árabe, com Ceife escapando por pouco; por conta de seus sucessos na fronteira árabe, foi sugerido como tendo sido o autor do tratado De velitatione bellica ("Da guerra de atrito"). Ao retornar para a capital, foi recebido pelo próprio Romano e celebrou um triunfo imperial.
Quando Nicéforo ascendeu ao trono em 963, Leão foi nomeado curopalata e assumiu o posto de logóteta do dromo, permanecendo como o principal ministro do irmão até a deposição e assassinato de Nicéforo pelas mãos de Tzimisces em 969. Leão e seus filhos Nicéforo Focas e Bardas Focas, o Jovem foram exilados, o que o levou a tentar - sem sucesso - a se rebelar em 970. Em decorrência desta conspiração acabou exilado para Lesbos. Após outra tentativa de se rebelar em 971, porém, foi banido para a ilha de Prote e cegado. A data de sua morte é desconhecida.